# 美什千加舍尔
美什千加舍尔（约公元前34世纪后期在位）（英語：Mesh-ki-ang-gasher）乌鲁克国王。乌鲁克四位神话传说国王中的第一位，据传是苏美尔人的太阳神之子。